# Ред Булл Ринг
Ред Бул Ринг (нім. Red Bull Ring), відома також під назвами А1-Ринг та Остеррайхринг — гоночна траса, розташована недалеко від села Шпільберг (Штирія, Австрія). На трасі були проведені 7 Гран-прі Австрії з 1997 по 2003 роки. Відновилось проведення Гран-прі Формули-1 з 2014 року. Власником траси є виробник енергетичних напоїв Red Bull GmbH, від якого вона й дістала свою назву.

## Історія

### Остеррайхринг

Остеррайхринг, конфігурація траси, яка використовувалась у 1977-1995 роках

Наприкінці 1960-х років в Австрії розгорнувся бій гоночних трас. Місцеві вболівальники були одержимими своїм співвітчизником Йохеном Ріндтом, успішним гонщиком Формули-1. В країні не було свого гоночного кільця, змагання проводились на застарілому Цельтвезі, що являв собою злітну смугу аеропорту в районі Відня та місцевих доріг.
І раптом в один і той же час в Австрії з'явились два рівноцінні кільця — Зальцбургринг поруч із Зальцбургом і Остеррайхринг (нім. Österreichring) у мальовничому гірському регіоні Штирії.
Обидві траси претендували в першу чергу на проведення етапу Формули-1, але Зальцбургринг не мав відповідної інфраструктури, тому це право було надано Остеррайхрингу; перший же став домом для Гран-Прі Австрії мотоциклетного чемпіонату MotoGP.
Остеррайхринг являв собою швидку трасу, кожну точку якої гонщики проїжджали не нижче ніж на третій передачі 5-ступінчастої, або четвертої 6-ступінчастої коробки передач. Трек мав також значний перепад висот, який становив 65 метрів різниці між найвищою та найнижчою точками кола.
Деякі ділянки траси складались із звичайних доріг практично без будь-якого захисту, що становило небезпеку для проведення змагань. Так, гонка сезону 1987 перезапускалась двічі через серйозні аварії. Аналогічні проблеми були і у 1985, коли гонщикам довелось стартувати знову лише через коло після початку гонки через аварію трьох гонщиків, включаючи лідера чемпіонату Мікеле Альборето на Ferrari та місцевого гонщика Герхарда Бергера з Arrows-BMW. Під час практики Гран-Прі сезону 1987 гонщик McLaren Штефан Йоханссон на швидкості понад 150 миль/годину зіткнувся з оленем, який вискочив на трек.
З роками збільшення швидкості стало серйозною проблемою Остеррайхрингу. Так, під час останнього Гран-Прі Австрії, що тут відбулось у 1987 році, володар поулу Нельсон Піке проїхав коло завдовжки 5,942 км (3,692 милі) за час 1:23,357 з середньою швидкістю 255,756 км/год. У той час це був другий показник у світі, поступаючись лише результату Кеке Росберга, показаному в Сільверстоуні в сезоні 1985 — 258,9 км/год. Цікаво, що обидва рекорди були встановлені на турбованамо Williams-Honda.
Триразовий чемпіон світу й герой місцевих уболівальників Нікі Лауда є єдиним австрійським водієм, що виграв свій домашній Гран-Прі. Він виграв гонку сезону 1984 за кермом McLaren-TAG Porsche, і цей сезон приніс йому останнє чемпіонство. Причому цей сезон залишається рекордним у Формулі-1 з огляду на перевагу переможця над володарем другого місця у загальному заліку — Лауда переміг свого напарника Алена Проста лише на пів-очка.

### А1-Ринг

А1-Ринг в конфігурації, яка використовувалась у 1996-2003 роках (сірим кольором нанесено конфігурацію Остеррайхрингу)

Проблеми безпеки на Остеррайхринзі досягли апогею до середині 1990-х, і у 1995—1996 роках він був повністю перебудований на тому ж місці за проєктом Германа Тільке. Його довжина була скорочена з 5,942 км (3,692 миль) до 4,326 км (2,688 миль), а різкі радикальні кути були замінені трьома затяжними поворотами, які створили прекрасне місце для обгону. Особливістю треку стали три довгі прямі та звивиста ділянка поворотів.
На будівництво нової траси було витрачено 300 мільйонів австрійських шилінгів (32 мільйони доларів). Оскільки більша частина будівельних робіт була оплачена мобільним телефонним оператором А1, то трек був перейменований на А1-Ринг.
Реконструкція дозволила прийняти ще сім етапів Формули-1 — Гран-прі Австрії у період між 1997 і 2003 роками, а також кілька гонок серії DTM та два Гран-Прі Австрії чемпіонату світу з шосейно-кільцевих мотоперегонів серії MotoGP (1996 та 1997).
Траса А1-Ринг відрізнялася швидкісними поворотами й була однією з найцікавіших у календарі. Втім, Гран-прі Австрії 2003 року став останнім на цій трасі.
У 2001—2003 роках траса приймала етапи нового ДТМ.

### Ред Бул Ринг
Трибуни та піт-лейн були знесені в 2004 році, що зробило трек непридатним для проведення будь-яких змагань.
Наприкінці 2004 та на початку 2005 років розгорнулась активна дискусія щодо можливості власником траси, компанією Red Bull, знайти їй інше застосування, чи повернути до неї великий авто- й мотоспорт. Була пропозиція розширити полотно треку шляхом використання частини старої Остеррайхрингу. У січні 2005 року повернення автоспорту на трасу здалося неможливим, коли Дітріх Матешиц публічно заявив, що він не має жодного наміру витрачати гроші на реконструкцію Рингу. Протягом 2005 року, після створення «Red Bull Racing», з'явились припущення про можливий ремонт треку з метою використання його як випробувального місця.
У 2006 році австрійський автогонщик Александр Вюрц заявив, що хотів би придбати трасу та відремонтувати, але ідея не була реалізована.
Наприкінці 2008 року Red Bull все ж таки почав реконструкцію траси, вартістю 70 млн. €, з метою повернення сюди змагань серії DTM. У вересні 2010 року було підтверджено, що трек прийме раунд змагань сезону 2011, тоді ж він отримав нинішню назву. Відтоді змагання серії DTM проводяться тут щороку.
У грудні 2012 року Red Bull провела переговори з FIA з метою повернення змагань Формули-1 у Австрію. Після того, як проведення Гран-Прі Америки було скасовано, Ред Бул Ринг потрапив у календар «королівських» перегонів на сезон 2014 і 22 червня того ж року прийняв перше після повернення  Гран-Прі Австрії.
З 2014 року тут також відбувається раунд чемпіонату світу Red Bull Air.
У вересні 2015 року стало відомо, що траса прийме етап серії MotoGP — Гран-Прі Австрії, з сезону 2016.

## Конфігурації траси
| Версія | Довжина (м) | Гран-прі      | Рекорд кола в кваліфікації        |
| Версія | Довжина (м) | Гран-прі      | Рекорд кола в гонці               |
| ------ | ----------- | ------------- | --------------------------------- |
| 1997   | 4 323       | 1 (1997)      | 1'10.304 (1997), Жак Вільнев)     |
| 1997   | 4 323       | 1 (1997)      | 1'11.814 (1997, Жак Вільнев)      |
| 1999   | 4 319       | 2 (1998-1999) | 1'10.954 (1999, Міка Хаккінен)    |
| 1999   | 4 319       | 2 (1998-1999) | 1'12.107 (1999, Міка Хаккінен)    |
| 2000   | 4 326       | 4 (2000-2003) | 1'08.082 (2002, Рубенс Барікелло) |
| 2000   | 4 326       | 4 (2000-2003) | 1'08.337 (2003, Міхаель Шумахер)  |
| 2017   | 4 318       | 4 (2014-2017) | 1'04.251 (2017, Валттері Боттас)  |
| 2017   | 4 318       | 4 (2014-2017) | 1'07.411 (2017, Льюїс Хемілтон)   |

## Переможці Гран-прі Австрії

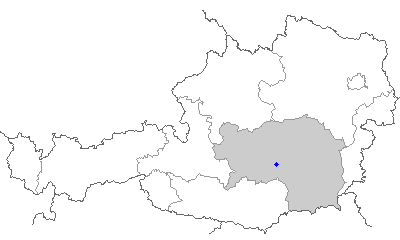
А1-Ринг на карті Австрії.

| Рік  | #  | Пілот           | Команда                      | Звіт |
| ---- | -- | --------------- | ---------------------------- | ---- |
| 2018 |    | Макс Ферстаппен | Ред Булл (команда Формули-1) |      |
| 2003 | 26 | Міхаель Шумахер | Ferrari                      | Звіт |
| 2002 | 25 | Міхаель Шумахер | Ferrari                      | Звіт |
| 2001 | 24 | Девід Култхард  | McLaren-Mercedes             | Звіт |
| 2000 | 23 | Міка Хаккінен   | McLaren-Mercedes             | Звіт |
| 1999 | 22 | Едді Ірвайн     | Ferrari                      | Звіт |
| 1998 | 21 | Міка Хаккінен   | McLaren-Mercedes             | Звіт |
| 1997 | 20 | Жак Вільнев     | Williams-Renault             | Звіт |